# Герта Свенссон

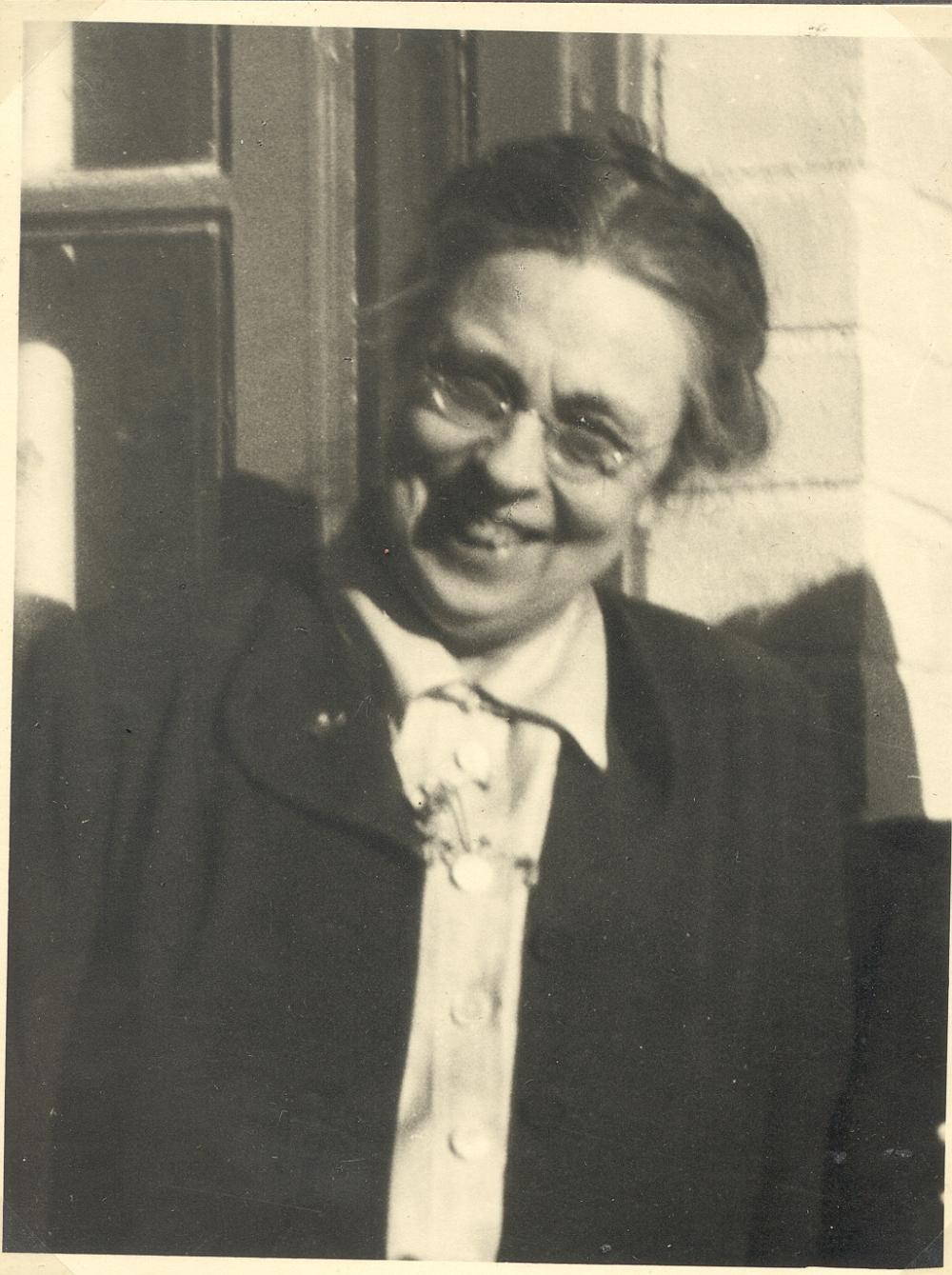
Герта Свенссон

Герта Елізабет Свенссон (21 квітня 1886 , Simrishamn church parishd, Крістіанстад  — 19 жовтня 1981 , Maria Magdalena parishd, лен Стокгольм ) — шведський педагог, соціальний працівник і перший в країні консультант з персоналу (1921), засновниця першого в країні поселенського будинку Birkagården у 1912 році.

## Життєпис
Герта Свенссон народилася 21 квітня 1886 року в Сімрісхамні у Швеції. Вона була єдиною дитиною Густава Свенссона, який займався бізнесом, та його дружини Аманди Елізабет Олссон. Її батько покинув їхню родину, коли вона була маленькою, тому її виховувала мати. Дівчинка відвідувала Privata högre lärarinneseminariet школи в Стокгольмі, а в 1908 році стала гувернанткою Натанаеля і Ельзи Бесков в Юрсхольмсі. Згодом почала працювати вчителькою у середній школі Djursholms samskola, де Натанаель Бесков працював директором, а пізніше в Орншельдсвікській народній школі та народному училищі. У зв'язку з поселенським рухом вона брала активну участь в ініціативі створення першого в Швеції Hemgård та Birkagården, поряд з Бесковим. Останній обіймав посаду директора з самого заснування.
Свенссон була причетна до пропозиції об'єднати студенток і робітниць. Петицію задовольнили та створили літні табори для дітей із робітничих сімей, що показало потреби жінок робітничого класу у відпочинок. Згодом це стало головною дискусією для «stugrörelsen», стокгольмської мережі, через яку Свенссон познайомилася зі своїми сучасницями Керстін Гессельгрен, Хонорін Гермелін та Ідою Фішер. За рекомендацією Гессельгрен, Свенссон було призначено «fabrikssyster» (наглядачем фабрики) тютюнової фірми Шведської тютюнової монополії у 1916 році. Як «фабрикант», вона відповідала за соціальні умови працівників. Пізніше посаду було перейменовано на «personalkonsulent» (консультант з персоналу), що зробило Свенсон першою особою у Швеції, яка мала таку посаду. Вона працювала над покращенням соціальної залученості компанії, включаючи відкриття їдалень, таборів для дітей, центрів денного перебування, поселення та будинки одужання. Вона турбувалася про добробут працівників тютюнової промисловості і відвідувала будинки хворих працівників. Щоб забезпечити робітникам кращі умови життя, вона заснувала реабілітаційний центр у Вікерсвіку у Вермланді. Пізніше центр був перенесений в садибу Роксхольм. Вона заснувала у Седергордені у Стокгольмі поселення, яке надавало відвідувачам декілька курсів та можливостей для дозвілля. Вона керувала підприємством, тоді як Svenska Tobaksmonopolet відповідала за його оренду.
Свенссон була членом Асоціації соціальних працівників промисловості та бізнесу — Socialarbetare inom industri och affärsvärld (SAIA) та Міжнародного інституту трудових відносин (IRI). Згодом вона була членом ради опікунів Kvinnliga medborgarskolan vid Fogelstad у Фогельстаді.
Свенссон померла у Стокгольмі 19 жовтня 1981 року